# Acropora robusta
Espèce
Statut de conservation UICN

 LC  : Préoccupation mineure
Statut CITES
Acropora robusta est une espèce de coraux appartenant à la famille des Acroporidae.

## Description et caractéristiques
Ce corail robuste forme des colonies de forme irrégulières avec une base encroûtante et des branches coniques et très épaisses au centre, et d'autres d'abord horizontales puis coudées vers la verticale en périphérie. Les branches des parties centrale et périphérique d'une même colonie ont donc des formes relativement dissemblables. Les corallites radiales ont de tailles et des formes variées, mais généralement en râpe. Ce corail est de couleur crème tirant plus ou moins sur le vert, le jaunâtre ou le rose brunâtre.

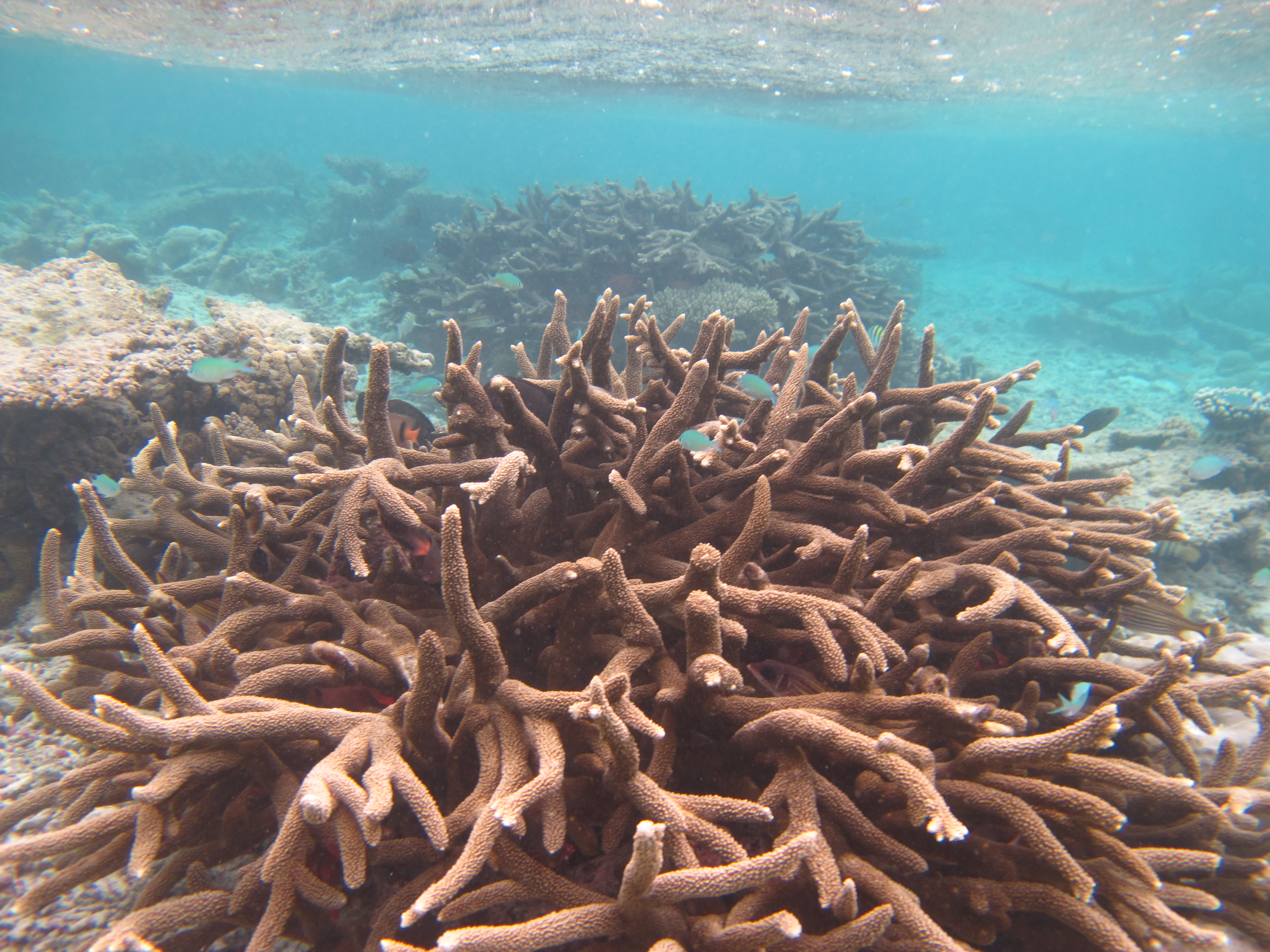
Une colonie caractéristique
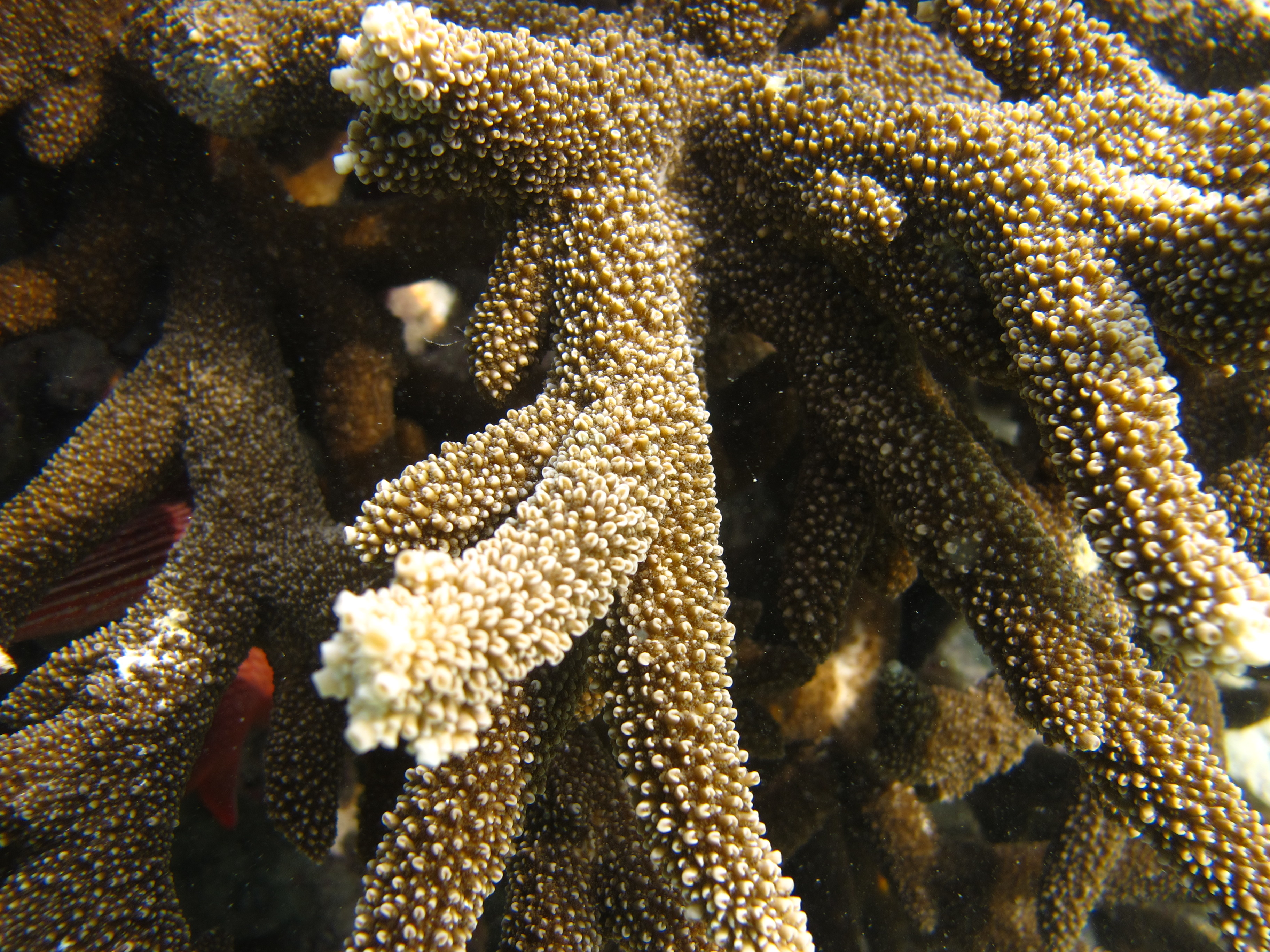
Gros plan sur les branches et les corallites.

Cette espèce ne doit pas être confondue avec les proches Acropora austera, Acropora hemprichii ou Acropora pinguis.

## Habitat et répartition
C'est une espèce que l'on peut trouver dans tout l'Indo-Pacifique tropical, particulièrement commune dans l'Indo-Pacifique central, où elle affectionne les eaux peu profondes et soumise à un brassage conséquent.